# Économie de Liège
 (avril 2021).
Si vous disposez d'ouvrages ou d'articles de référence ou si vous connaissez des sites web de qualité traitant du thème abordé ici, merci de compléter l'article en donnant les références utiles à sa vérifiabilité et en les liant à la section « Notes et références ».

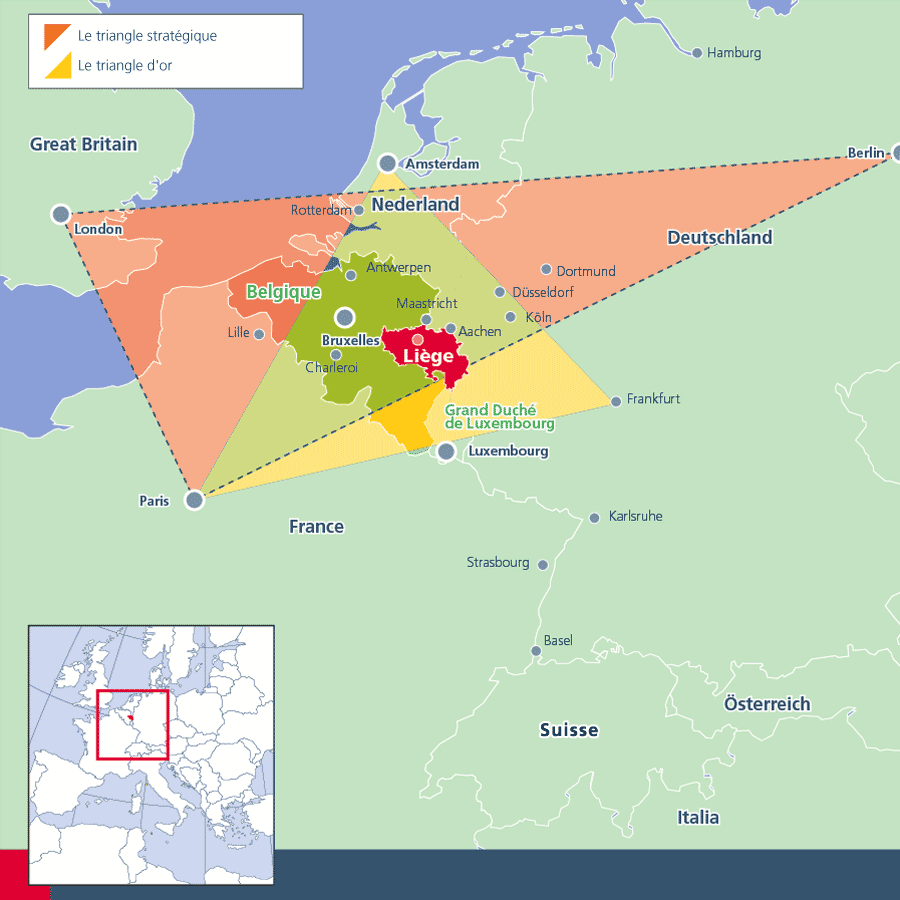

L'essor économique. Grâce à l'extraction de la houille, découverte au XIIe siècle, de nombreux forgerons ont exercé leur activité à Liège dès le XIVe siècle. La ville s'est bientôt spécialisée dans l'armurerie. Au XIXe siècle, Liège connaît un prodigieux développement industriel, favorisé par sa situation sur une grande voie navigable et sur un riche bassin houiller. Hauts fourneaux et industries lourdes s'installent sur les bords de la Meuse. On y construit la première locomotive européenne et on y expérimente le procédé Bessemer de fabrication de l'acier. La Fabrique nationale d'armes de Herstal est fondée en 1889. L'essor industriel est interrompu par les deux guerres mondiales qui touchent durement la ville. Cependant, la création du canal Albert (1939) reliant la Meuse à l'Escaut a permis à Liège de devenir le deuxième port intérieur d'Europe (après Duisbourg). Un port pétrolier a été aménagé entre 1951 et 1964. Aujourd'hui, le travail des métaux reste une des activités importantes de la région liégeoise. À citer également les industries chimique et plastique, la verrerie (Val-Saint-Lambert), les cimenteries et les manufactures de caoutchouc!
C’est par le développement intensif de ses infrastructures routières, portuaires, aériennes et ferroviaires, que Liège s’est hissée parmi les plus grands sites intermodaux du marché de la distribution.
Liège est devenu un pôle d’expertise pour la distribution, le transport, l’exportation et le commerce international.
La population européenne arrive en troisième position après la Chine et l'Inde, ce qui représente 6 % de la population mondiale.

## Avantages

### Avantages géographiques
Des temps de déplacements courts font gagner du temps et de l’argent.
La proximité en Europe constitue un solide avantage concurrentiel. À Liège, les investisseurs sont proches de leurs clients, de leurs fournisseurs et de leurs employés potentiels aidés de l'université de Liège.
Liège est située au cœur du triangle stratégique Londres-Paris-Berlin.
Liège fait également partie de l’Euregio Meuse-Rhin avec Maastricht et Aix-la-Chapelle qui compte 3,7 millions de clients potentiels accessibles en une demi-heure par la route.
En train, Liège est à 1h15 de Cologne, Francfort ou Paris, en seulement 2h30. Une nouvelle gare TGV a été construite en 2009. L’Eurostar va de Bruxelles à Londres en 2h40min. Il ne faut qu’une heure pour se rendre à Bruxelles en train à partir de Liège.
L'aéroport de Liège, situé à la sortie de l’autoroute et à l’échangeur autoroutier, permet de distribuer des marchandises dans le monde entier. 

### Avantage du nombre

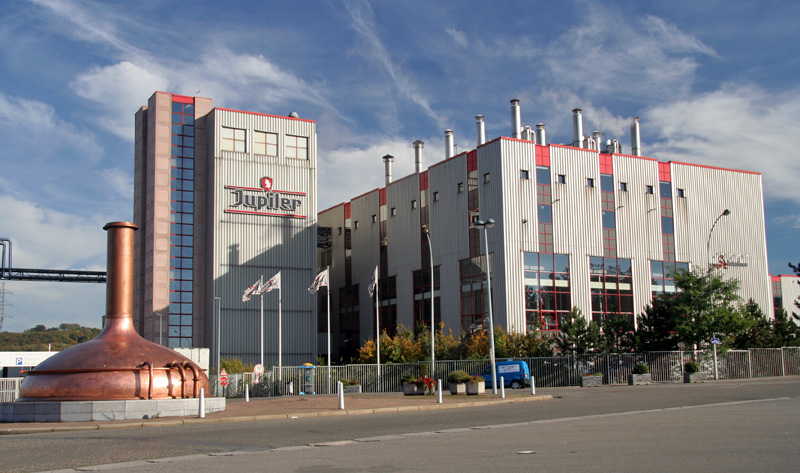
L'usine Piedbœuf du groupe InBev

Les 160 millions de personnes vivant dans un rayon de 500 kilomètres détiennent 60 % du pouvoir d’achat de l’Union européenne.
Avec l’entrée de dix nouveaux pays le 1er mars 2004, le marché européen est devenu un marché unifié puissant d'environ 10 milliards d’euros. Cet élargissement de l’Union européenne engendre un accès jusqu’ici inégalé au marché de l’Europe de l’Est. L’Europe représente à elle seule un vaste marché de près d'un demi-milliard de consommateurs.

## Secteurs

### Métallurgie
La région liégeoise faisant partie du sillon Sambre-Meuse en Wallonie, elle est héritière d'une longue tradition dans le domaine de la métallurgie. Aujourd'hui, le groupe ArcelorMittal est propriétaire de tout le réseau liégeois, comportant deux hauts-fourneaux.